# Tuscezia

Attuale suddivisione amministrativa della Georgia

La Tuscezia o Tusceti, (Tusheti, o Tushetia), è una regione storica situata nella Georgia nord-orientale.

## Geografia fisica
Situata su versante settentrionale della catena montuosa Caucaso Maggiore, la Tuscezia confina con le repubbliche russe di Cecenia e Dagestan, rispettivamente a nord e a est, e con le province storiche georgiane di Cachezia e Pshav-Khevsureti, rispettivamente a sud e a ovest. La popolazione della regione è costituita principalmente da georgiani etnici, chiamati tushi o tusheti (in georgiano თუშები?, tushebi).
Storicamente, la Tuscezia comprendeva quattro comunità montane della valle dell'Alazani. Queste sono Tsova, Gometzari, Chaghma e la Tusheti di Piriq'iti (precedentemente nota come Tusheti di Pharsman). Inclusa negli attuali raion di Akhmeta, regione di Cachezia, Georgia, l'area comprende dieci villaggi dei quali il più grande è Omalo.

## Storia
I primi ad abitare la provincia furono i georgiani pagani di Pkhovi che trovarono rifugio nelle spopolata regione montana durante la loro ribellione contro la cristianizzazione operata dal re iberico Mirian III, tra il 330 e il 340. Successivamente, vennero forzatamente convertiti al Cristianesimo e sottomessi ai re georgiani. Dopo il collasso della monarchia georgiana unificata, nel XV secolo, Tusheti venne a trovarsi sotto il governo dei re di Cachezia. Nel XVI secolo, il popolo batsi nord caucasico (imparentato etnicamente con i ceceni e ingusci) venne a stabilirsi nella Gola di Tsova di Tusheti. Il re Levan di Kakheti (1520-1574) conferisce loro le terre situate nella valle di Alvani in cambio del loro servizio militare. Noti ai georgiani locali come Tsova-Tushs, essi hanno un alto grado di assimilazione e sono tipicamente bilingui utilizzando sia il georgiano che la loro propria lingua. Al giorno d'oggi, quest'ultima viene parlata soltanto nel villaggio Zemo Alvani.

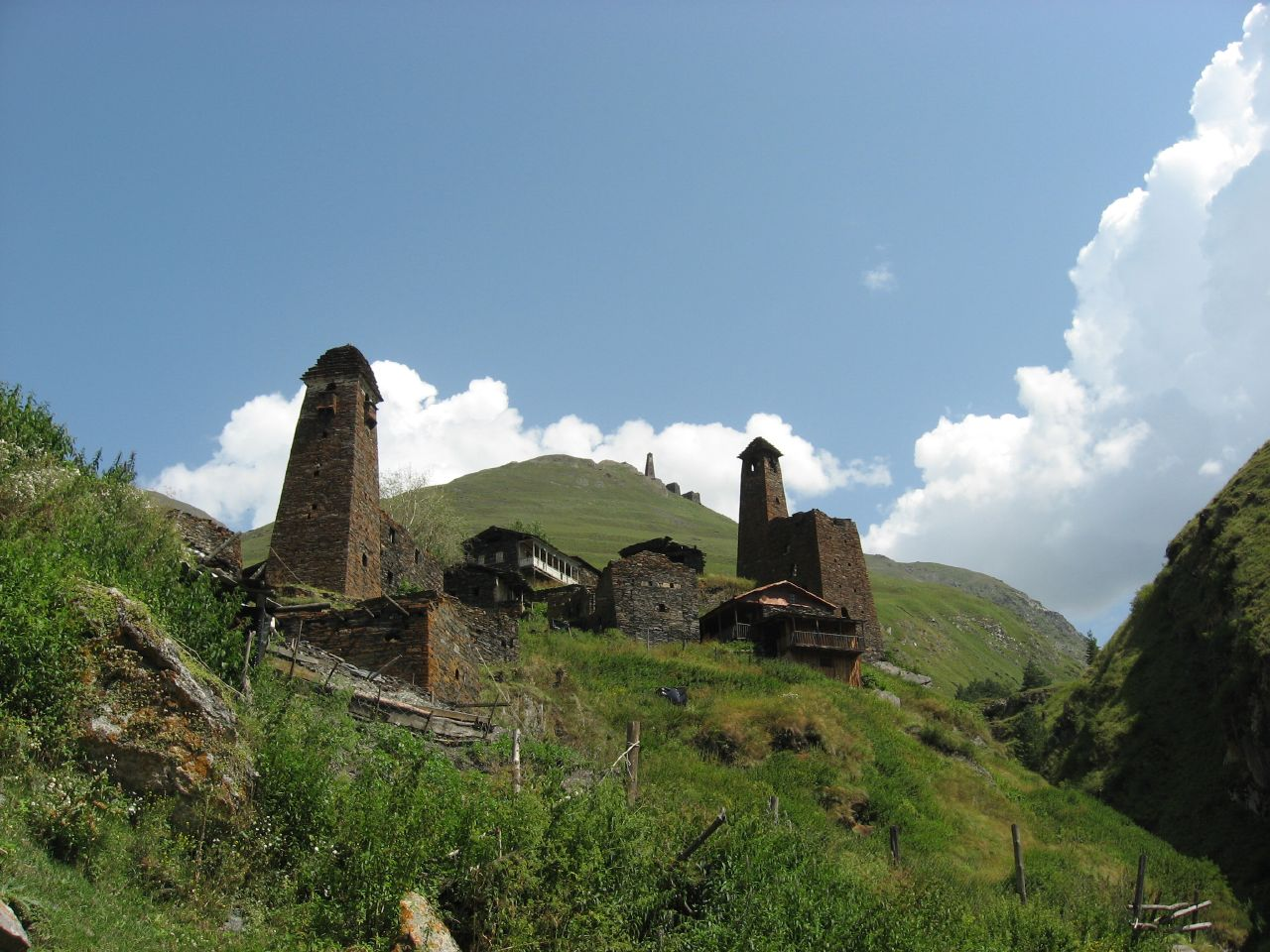
Tipiche torri a Dartlo, nella Tuscezia.

Durante l'invasione tedesca dell'Unione Sovietica, una rivolta minore anti-sovietica ebbe luogo nella regione, nel 1942-1943, apparentemente collegata agli eventi simili ma su scala molto più vasta verificatisi nell'Inguscezia.

## Cultura
Tradizionalmente, i tushi sono pastori, rinomati per il famoso formaggio tuscezio di Gouda e la lana di alta qualità, esportati in Europa e in Russia. Anche oggi l'allevamento di pecore e bestiame è il pilastro portante dell'economia dell'altopiano tuscezio. I pastori locali trascorrono i mesi estivi nelle aree dell'altopiano di Tusheti, ma nel periodo invernale vivono nei villaggi delle pianure di Zemo Alvani e Kvemo Alvani. I loro costumi e tradizioni sono simili a quelli di altri montanari georgiani orientali (vedi Khevsureti).
Tusheti è una delle regioni più intatte del Caucaso dal punto di vista ecologico ed è un popolare luogo di ritrovo per praticare escursioni in montagna.